# 히가시시즈나이역
히가시시즈나이역(일본어: 東静内駅)은 일본 홋카이도 니캇푸 군 신히다카정에 위치한 홋카이도 여객철도 히다카 본선의 철도역이다. 단선 승강장 1면 1선의 구조를 갖춘 지상역이다.

## 이용 현황
- 1981년도 : 67명
- 1992년도 : 117명

## 역 주변
- 국도 제235호선
- 히가시시즈나이 해안

## 역사
- 1933년 12월 15일 : 일본국유철도 히다카 선 시즈나이 역 - 히다카미쓰이시 역 연장 개통에 의해 개업. 일반역.
- 1943년 11월 1일 : 선로명을 히다카 본선으로 개칭, 그것에 의해 이 노선의 역이 됨.
- 1977년 2월 1일 : 화물 · 소화물 취급 폐지. 동시에 무인화.
- 1987년
  - 4월 1일 : 일본국유철도 분할 민영화에 의해, 홋카이도 여객철도가 승계.
  - 시기 불명 : 화차 역사로 개축.
- 1994년 : 역사 개축.
- 2021년 4월 1일 : 폐역.

## 인접 역
| 홋카이도 여객철도 히다카 본선 | 홋카이도 여객철도 히다카 본선 | 홋카이도 여객철도 히다카 본선 |
| ----------------------------- | ----------------------------- | ----------------------------- |
| 시즈나이 도마코마이 방면      | ■ 히다카 본선                 | 하루타치 사마니 방면          |